# Niederleinia
Niederleinia es un género de plantas con flor de la familia Frankeniaceae
Es considerada un sinónimo del género Frankenia

## Especies
- Niederleinia chubutensis Nied. 1925
- Niederleinia juniperoides Hieron.
- Niederleinia microphylla Hieron. ex Nied. 1925